# Guano Apes
Guano Apes je rock sastav kojeg su 1994. u Njemačkoj osnovali Dennis Poschwatta, Stefan Ude i Henning Rümenapp, dok se Sandra Nasić pridružila kasnije iste godine. Uskoro pobjeđuju na lokalnom glazbenom natjecanju pjesmom "Open Your Eyes" te dobivaju financijsku potporu za snimanje njihovog prvog studijskog albuma "Proud Like a God" (1997.)
Poslije slijede albumi "Don't Give Me Names" iz 2000., njihov drugi studijski album te "Walking on a Thin Line" iz 2003. Te iste godine izlazi njihov live album nazvan "Live". Godinu kasnije, 2004. izlazi album "Planet Of The Apes", dvostruki album, s njihovim najvećim hitovima. Njihov posljednji album "Lost (T)Apes" izlazi 2006., a na njemu se nalaze neobjavljene pjesme te također najveći hitovi.
Sastav se raspao 2005. godine. Sandra kreće u solo vode i u listopadu 2007. izdaje samostalni album "The Signal", Henning je odlučio raditi iza scene, Dennis je osnovao novi sastav Tamoto u kojem ne svira bubnjeve već pjeva i svira gitaru, dok se o Stefanu jedino zna da je sudjelovao u stvaranju debitantskog albuma sastava Tamoto. 2006. Henning, Dennis i Stefan su osnovali novi sastav IO i još rade na prvom albumu zbog kojeg je Dennis privremeno zapustio Tamoto.
Godine 2009. je objavljeno da će se sastav ponovno okupiti na festivalu Nova Rock u Austriji u lipnju 2009. godine te odsvirati povratnički koncert.
U travnju 2011. objavljuju četvrti studijski album pod nazivom "Bel Air".

## Članovi
- Dennis Poschwatta - bubnjevi
- Stefan Ude - bas-gitara
- Sandra Nasić - vokal
- Henning Rümenapp - električna gitara

## Albumi
- Proud Like a God (1997) (studijski)
- Don't Give Me Names (2000) (studijski)
- Walking on a Thin Line (2003) (studijski)
- Live (2003) (uživo)
- Planet of the Apes (2004) (best of)
- The Lost (T)apes (2006) (neobjavljene demopjesme)
- Bel Air  (2011) (studijski album)

Uz 6 albuma izdali su i 3 DVD-a:
1. Don't Give Me Names (VHS & DVD) (2000)
2. Live (DVD) (2003)
3. Planet Of The Apes / The Documentary (DVD)(2005)

## Nagrade
- Comet zaProud Like A God
- ECHO zaProud Like A God i Don't Give Me Names
- MTV Music Award (2001)
- Eins Live Krone za Guano Apes za najbolji sastav Sandra Nasić za najbolju pjevačicu.

## Vanjske poveznice
- Službena stranica
- Službena stranica Tamota  Arhivirana inačica izvorne stranice od 6. svibnja 2007. (Wayback Machine)